# Alto do Forte
Alto do Forte é uma localidade da freguesia de Rio de Mouro, a 5 km da sede de Município de Sintra e 15 km da capital de Portugal, Lisboa. Situa-se imediatamente a oeste de Rio de Mouro Velho, na zona de acesso ao IC19. O seu espaço reparte-se por áreas residenciais (concentradas sobretudo a leste), industriais e comerciais, entre elas algumas das mais importantes do município – o centro comercial Alegro Sintra e o Sintra Retail Park. A paisagem da localidade é completada por pequenas parcelas de aproveitamento agrícola, espaços incultos ou expectantes e espaços reservados a infraestruturas (IC19), que preenchem as áreas intersticiais. 
Possui um cruzeiro, mandado construir no século XIX pelos filhos de uma viúva que indo com a filha de Lisboa a Sintra morreu subitamente. Na base do cruzeiro está a seguinte inscrição: "Aqui chamou Deus d’esta vida / Orae pela sua alma / Em sua saudosa memoria / Erigiram seus filhos / Este cruzeiro".

Inclui dentro dos seus limites os Bairros da Cabeça Gorda e do Serradinho e o lugar da Quinta da Fonte Nova.